# Полонский, Радий Фёдорович
Радий Фёдорович Полонский (12 октября 1930, Харьков — 5 мая 2003) — украинский и советский писатель, публицист, драматург, переводчик и журналист.

## Биография
Сын агронома. Выпускник факультета журналистики Харьковского университета (1952). В течение десяти лет работал в газетах Закарпатья, Киева, Харькова.
В начале 1960-х гг. — корреспондент Украинского радио по Харьковской области.
Член Союза писателей Украины. В 1968—1973 годах — ответственный секретарь Харьковской писательской организации, в 1987—1994 годах — председатель правления Харьковской организации Национального Союза писателей Украины. Был также членом президиума харьковского областного отделения Конгресса украинской интеллигенции.

## Творчество
Литературный дебют состоялся в 1954 году.
Радий Полонский — автор более двадцати книг рассказов, повестей, романов, пьес, среди которых самые известные: повести «Любили парни девушек» (Любили хлопці дівчат), «Я остаюсь» (Я залишаюсь, 1962), «Помогите богу морей» (Допоможіть богові морів, 1971), «Крылья моего города» (Крила мого міста, 1977), «Короткое замыкание» (Коротке замикання, 1978); романы «Остров чудаков» (1978), «Осенние акварели» (1986) и др.
Кроме того, Р. Полонский — автор ряда книг рассказов и сказок для детей «Сказка об украденной кукушке» (Казка про викрадену зозулю), «Почему молчал телефон» (Чому мовчав телефон, 1962) и «Тайна страны земляники» (Таємниця Країни Суниць, 1964).
Среди прочего, написал два научно-фантастических произведения — роман «Между нами Вселенная» (Між нами Всесвіт, 1963) и повесть «Заговор бездны» (Змова безодні, 1981).
Р. Полонский работал также в сфере художественного перевода, в том числе переводил произведения американского фантаста Рэя Брэдбери.